# Saint-Martin-de-Clelles
Saint-Martin-de-Clelles – miejscowość i gmina we Francji, w regionie Owernia-Rodan-Alpy, w departamencie Isère.
Według danych na rok 1990 gminę zamieszkiwały 122 osoby, a gęstość zaludnienia wynosiła 8 osób/km² (wśród 2880 gmin regionu Rodan-Alpy Saint-Martin-de-Clelles plasuje się na 1499. miejscu pod względem liczby ludności, natomiast pod względem powierzchni na miejscu 755.).